# Cătălin Saizescu
Cătălin Saizescu (n. 10 martie 1976, București) este un actor, regizor și producător de film român. Este fiul regizorului Geo Saizescu.

## Filmografie

### Actor
- Grăbește-te încet (1982)
- Sosesc păsările călătoare (1985)
- Secretul lui Nemesis (1987)
- Harababura (1991)
- Milionari de weekend (2004) - benzinar
- Lotus (2004) - Marcel
- Păcală se întoarce (2006) - cioban
- Portretul luptătorului la tinerețe (2010) - cpt. Surdu
- Iubire elenă (2012) - Costas

### Regizor
- Milionari de weekend (2004)
- Scurtcircuit (2018)
- Visul (2023)

### Scenarist
- Milionari de weekend (2004) - împreună cu Mihai Arghiropol

### Producător
- Păcală se întoarce (2006) - și producător executiv
- Iubire elenă (2012) - coproducător